# Хауард (Висконсин)
Хауард (енгл. Howard) град је у америчкој савезној држави Висконсин.

## Демографија
По попису из 2010. године број становника је 17.399, што је 3.853 (28,4%) становника више него 2000. године.
| Група             | 2000.          | 2010.          |
| Белци             | 12.938 (95,5%) | 16.070 (92,4%) |
| Афроамериканци    | 99 (0,7%)      | 261 (1,5%)     |
| Азијати           | 106 (0,8%)     | 229 (1,3%)     |
| Хиспаноамериканци | 147 (1,1%)     | 410 (2,4%)     |
| Укупно            | 13.546         | 17.399         |